# Eyak

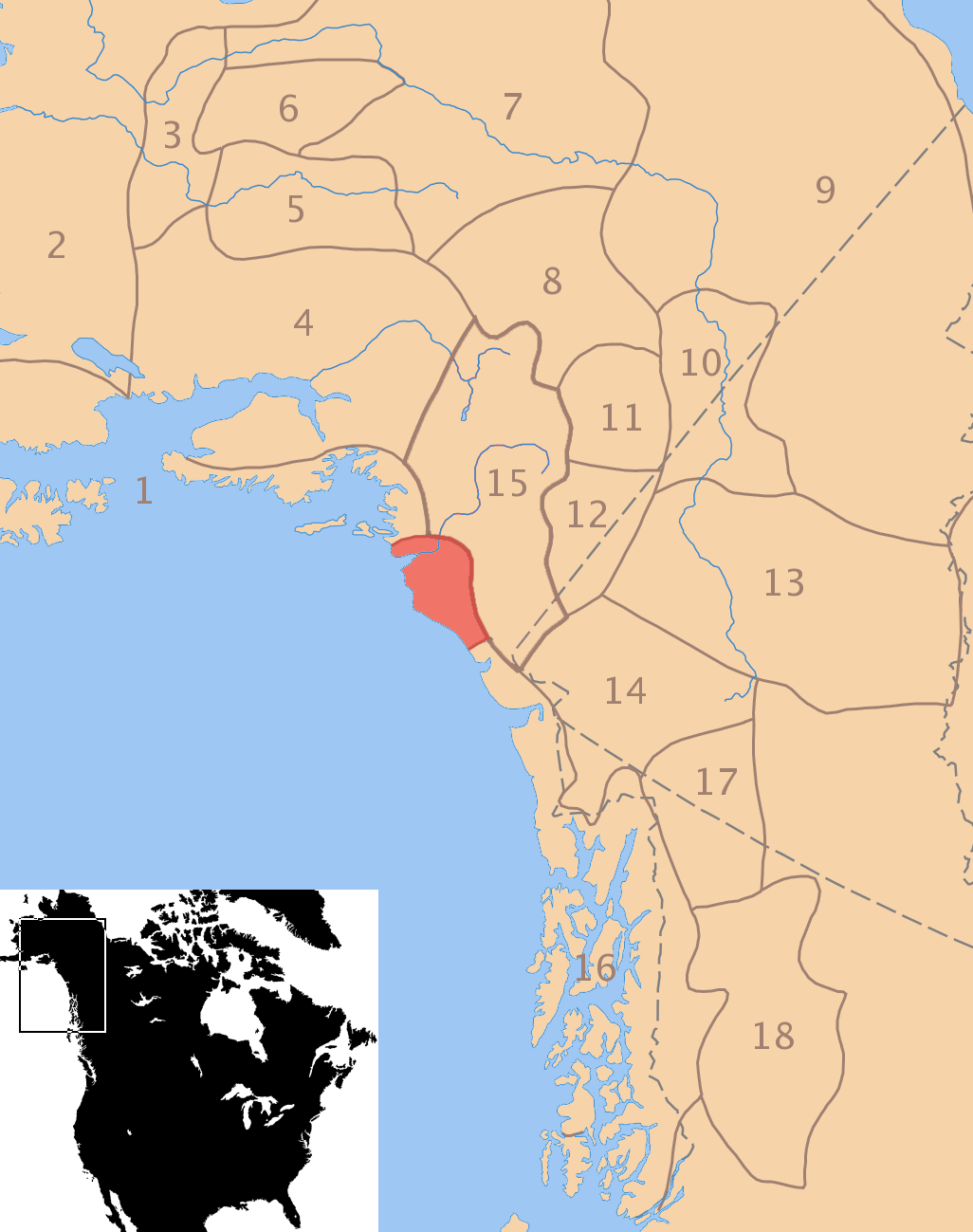
Distribución de los eyak antes de contactar con Europa.

Los eyak eran una tribu amerindia del grupo na-dené, que se llamaba a sí misma Unalakmiut. Su nombre proviene del inuktitut chugach iiyiaraq “cuello”, por la forma de lago que tiene la parte del río donde viven. Vivían en la costa del Pacífico sur de Alaska, entre la desembocadura del río Cooper y las montañas Saint Elies. Los supervivientes actuales viven en la región del Prince William Sound (Alaska).

## Demografía y costumbres
Se estima que en 1954 eran unos 200 individuos. En 1980 había unos 300. En la ciudad nativa Eyak únicamente el 8,3% de la población eran nativos de Alaska. Según datos del censo de los EUA del 2000, había 379 eyak, 21 mezclados con otras tribus, 144 con otras razas y 8 con otras razas y otras tribus. En total, 522 individuos.
Su lengua, progresivamente abandonada por los miembros del grupo étnico y extinta en 2008, se clasifica dentro de la familia na-dené, pero fuera del grupo atapasco. Vivían de la pesca del salmón y de recoger mejillones. Culturalmente tienen muchas influencias de los inuit, de los tlingit, y de los ahtena y tanainta. Se encuentran dentro del área cultural del Noroeste con influencia esquimal.

## Historia
En 1741 fueron visitados en nombre de Rusia por el danés Vitus Bering. En 1791, se estableció un puesto comercial en Nuchik, pero se negaron a pescar para los rusos. El primer informe sobre ellos data de 1869, redactado por Hyacks u Odiak. Entre ellos vivían algunos aleuts y tlingits.
En 1889 Estados Unidos construyó una envasadora de pescado en su territorio, y en 1906 llegó el ferrocarril. Quizás olvidados por el hombre blanco, Federica de Laguna recontactó con ellos en 1930 y los estudió, junto conr el danés Kaj Birket-Smith, autor del libro The Eyak Indians of the Cooper River Delta, Alaska (1938). Víctimas del genocidio y de la aculturación, únicamente encontraron 38 individuos capaces de hablar su lengua hacia 1940 (la última hablante competente murió en 2008).
En 1961, Robert Austerlitz contactó con los últimos hablantes de la lengua: Anna Nelson Harry, de Yakutat; Lena Nakctan, de Cordova; Marie Smith (1918-2008), hija de Scar, último jefe eyak, y Minnie Stevens, que fueron los informantes de Laguna. En 1965 también fueron visitados por Krauss, quien publicaría en 1970 su Eyak Dictionnary de 4.000 páginas y 10 000 términos traducidos al inglés, así como Eyak Texts de folklore y leyendas. Algunos de ellos, David Lynn Grimmes/Yaxadiliayaxinh, pescador, músico y contador de historias, y Dune Landark/Jamachakih, recogen tradiciones de su pueblo. Anna Nelson Harry escribió I·ya·qdalahgayu·,dati'q' lagada'a·linu· —Lament for Eyak.
El 21 de enero de 2008 falleció Marie Smith, la última nativa de lengua eyak que quedaba aún con vida, a la edad de 89 años.